# Denver Broncos 2017
La stagione 2017 dei Denver Broncos è stata la 48ª della franchigia nella National Football League, la 58ª complessiva e la prima con Vance Joseph come capo-allenatore. Il 20 novembre, dopo la sesta sconfitta consecutiva, la squadra ha licenziato il coordinatore offensivo Mike McCoy.
Dopo avere vinto tre delle prime quattro gare, i Broncos hanno subito otto sconfitte consecutive, la loro peggiore striscia dal 1967. Le cattive prestazioni dell'attacco hanno portato a cambiare tre diversi quarterback. La difesa invece si è piazzata tra le migliori cinque per yard totali concesse, yard corse e yard passate ma è stata la seconda peggiore in termini di palle perse forzate agli avversari (dietro solo ai Cleveland Browns rimasti senza vittorie). In dieci delle 16 gare i Broncos hanno segnato meno di 20 punti e sono una volta ne hanno segnati almeno 30.
I Broncos hanno mancato i playoff per la seconda stagione consecutiva, terminando con più sconfitte che vittorie per la prima volta dal 2010 e chiudendo quella che è stata solamente la quarta stagione con un record negativo da ritiro di John Elway nel 1998.

## Scelte nel Draft 2017

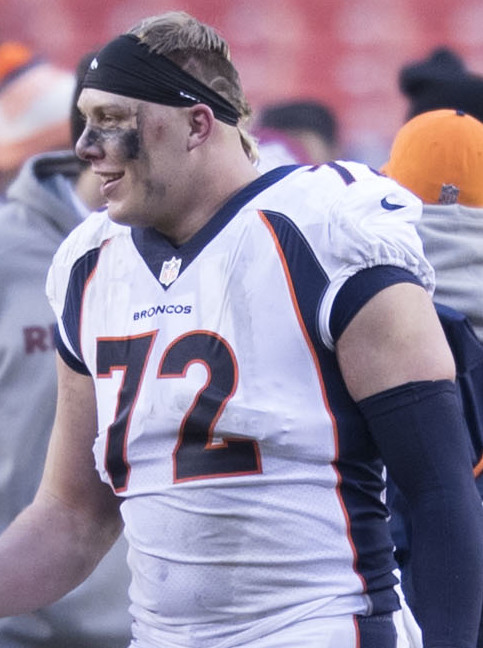
Garett Bolles è stato la scelta del primo giro dei Broncos nel 2017

| Scelte dei Broncos nel Draft 2017 |        |                     |       |                  |
| Giro                              | Scelta | Giocatore           | Ruolo | College          |
| 1                                 | 20     | Garett Bolles       | OT    | Utah             |
| 2                                 | 51     | DeMarcus Walker     | DE    | Florida State    |
| 3                                 | 82     | Carlos Henderson    | WR    | Louisiana Tech   |
| 3                                 | 101    | Brendan Langley     | CB    | Lamar            |
| 5                                 | 145    | Jake Butt           | TE    | Michigan         |
| 5                                 | 172    | Isaiah McKenzie     | WR    | Georgia          |
| 6                                 | 203    | De'Angelo Henderson | RB    | Coastal Carolina |
| 7                                 | 253    | Chad Kelly          | QB    | Ole Miss         |

## Staff
| Staff dei Denver Broncos nel 2017 |
| --- |
| Organi dirigenziali - Proprietario– Pat Bowlen Trust - Presidente/Chairman/CEO – Joe Ellis - Vice presidente/General Manager – John Elway - Direttore amministrativo – Mike Sullivan - Direttore del personale dei giocatori – Matt Russell - Direttore del personale professionistico – Tom Heckert Jr. - Assistente del direttore degli osservatori – Adam Peters - Assistente del direttore del personale professionistico – A.J. Durso Capo allenatore - Vance Joseph - Assistente/Running Back – Eric Studesville - Assistente – Phil Rauscher Altri allenatori - Preparatore atletico – Luke Richesson - Assistente p.a. – Mike Eubanks - Assistente p.a. – Anthony Lomando - Assistente p.a. – Cedric Smith Allenatori dell'attacco - Coordinatore offensivo – Mike McCoy (licenziato il 20 novembre) - Quarterback – Bill Musgrave - Wide Receiver – Tyke Tolbert - Tight End – Geep Chryst - Offensive Line – Jeff Davidson - Assistente Offensive Line – Vacante - Assistente/Quarterback – Klint Kubiak - Controllo qualità – Christopher Kragthorpe Allenatori della difesa - Coordinatore difensivo – Joe Woods - Defensive Line – Bill Kollar - Linebacker – Reggie Herring - Outside Linebacker – Fred Pagac - Defensive back– Marcus Robertson - Assistente defensive back – Johnnie Lynn - Assistente difesa – Chris Beake - Controllo qualità – Charles Gordon Allenatori dello special team - Coordinatore Special Team – Brock Olivo - Assistente – Chris Gould |

## Roster
| Roster dei Denver Broncos nel 2017 |
| --- |
| Quarterback - 12 Paxton Lynch - 17 Brock Osweiler - 13 Trevor Siemian Running Back - 22 C.J. Anderson - 28 Jamaal Charles - 33 De'Angelo Henderson - 32 Andy Janovich FB Wide Receiver - 16 Bennie Fowler - 14 Cody Latimer - 84 Isaiah McKenzie - 10 Emmanuel Sanders - 87 Jordan Taylor - 88 Demaryius Thomas Tight End - 83 A.J. Derby - 85 Virgil Green - 82 Jeff Heuerman Offensive Linemen - 73 Allen Barbre G - 72 Garett Bolles T - 76 Max Garcia G - 65 Ronald Leary G - 60 Connor McGovern C - 61 Matt Paradis C - 71 Donald Stephenson T - 77 Billy Turner G - 75 Menelik Watson T Defensive Linemen - 93 Jared Crick DE - 99 Adam Gotsis DE - 96 Shelby Harris DE - 92 Zach Kerr DE - 94 Domata Peko NT - 90 Kyle Peko NT - 95 Derek Wolfe DE Linebacker - 50 Zaire Anderson ILB - 48 Shaquil Barrett OLB - 51 Todd Davis ILB - 91 Kasim Edebali OLB - 54 Brandon Marshall ILB - 58 Von Miller OLB - 52 Corey Nelson ILB - 57 DeMarcus Walker OLB Defensive Back - 20 Jamal Carter SS - 37 Lorenzo Doss CB - 25 Chris Harris CB - 27 Brendan Langley CB - 34 Will Parks FS - 29 Bradley Roby CB - 31 Justin Simmons SS - 26 Darian Stewart FS - 21 Aqib Talib CB Special Team - 9 Riley Dixon P - 42 Casey Kreiter LS - 8 Brandon McManus K Lista delle riserve - 23 Devontae Booker RB (Active/PUP) - 80 Jake Butt TE (NF-Inj.) - 11 Carlos Henderson WR (IR) - 6 Chad Kelly QB (NF-Inj.) - 56 Shane Ray OLB (IR) - 45 Kevin Snyder ILB (Waived/injured) - 97 Billy Winn DE (IR) 53 attivi, 7 inattivi |
| Legenda - I rookie sono in corsivo. - Il primo ruolo è il principale mentre gli eventuali successivi indicano i ruoli secondari. - (IR) sta per Injured Reserve ed indica la lista ristretta per un solo giocatore infortunato che può tornare ad allenarsi dopo la settimana 6 e a rientrare in prima squadra dopo che questa ha giocato 8 partite. - (NF-Inj.) / (NF-Ill.) stanno rispettivamente per Non-Football Injured e Non-Football Illness ed indicano le liste dove viene inserito un giocatore che ha un infortunio o una malattia non dipendente dal football americano. - (PUP) sta per Physically Unable to Perform ed indica la lista dove viene inserito un giocatore mentre è in attesa di recuperare la condizione fisica. Nella stagione regolare dopo la sesta partita giocata dalla propria squadra, il giocatore ha tempo tre settimane per riprendere ad allenarsi, più tre settimane aggiuntive dal suo rientro agli allenamenti per rientrare in prima squadra. |

## Calendario

### Stagione regolare
Il calendario della stagione è stato annunciato il 20 aprile 2017.
| Stagione regolare |                    |                         |                    |                    |                                     |                    |
| Turno             | Data               | Avversario              | Risultato          | Record             | Stadio                              | NFL.com recap      |
| 1                 | 11/9               | Los Angeles Chargers    | V 24–21            | 1–0                | Sports Authority Field at Mile High | Recap              |
| 2                 | 17/9               | Dallas Cowboys          | V 42–17            | 2–0                | Sports Authority Field at Mile High | Recap              |
| 3                 | 24/9               | at Buffalo Bills        | S 16–26            | 2–1                | New Era Field                       | Recap              |
| 4                 | 1/10               | Oakland Raiders         | V 16–10            | 3–1                | Sports Authority Field at Mile High | Recap              |
| 5                 | Settimana di pausa | Settimana di pausa      | Settimana di pausa | Settimana di pausa | Settimana di pausa                  | Settimana di pausa |
| 6                 | 15/10              | New York Giants         | S 10–23            | 3–2                | Sports Authority Field at Mile High | Recap              |
| 7                 | 22/10              | at Los Angeles Chargers | S 0–21             | 3–3                | StubHub Center                      | Recap              |
| 8                 | 30/10              | at Kansas City Chiefs   | S 19–29            | 3–4                | Arrowhead Stadium                   | Recap              |
| 9                 | 5/11               | at Philadelphia Eagles  | S 23–51            | 3–5                | Lincoln Financial Field             | Recap              |
| 10                | 12/11              | New England Patriots    | S 16–41            | 3–6                | Sports Authority Field at Mile High | Recap              |
| 11                | 19/11              | Cincinnati Bengals      | S 17–20            | 3–7                | Sports Authority Field at Mile High | Recap              |
| 12                | 26/11              | at Oakland Raiders      | S 14–21            | 3–8                | Oakland–Alameda County Coliseum     | Recap              |
| 13                | 3/12               | at Miami Dolphins       | S 9–35             | 3–9                | Hard Rock Stadium                   | Recap              |
| 14                | 10/12              | New York Jets           | V 23–0             | 4–9                | Sports Authority Field at Mile High | Recap              |
| 15                | 14/12              | at Indianapolis Colts   | V 25–13            | 5–9                | Lucas Oil Stadium                   | Recap              |
| 16                | 24/12              | at Washington Redskins  | S 11–27            | 5–10               | FedExField                          | Recap              |
| 17                | 31/12              | Kansas City Chiefs      | S 24–27            | 5–11               | Sports Authority Field at Mile High | Recap              |

Note

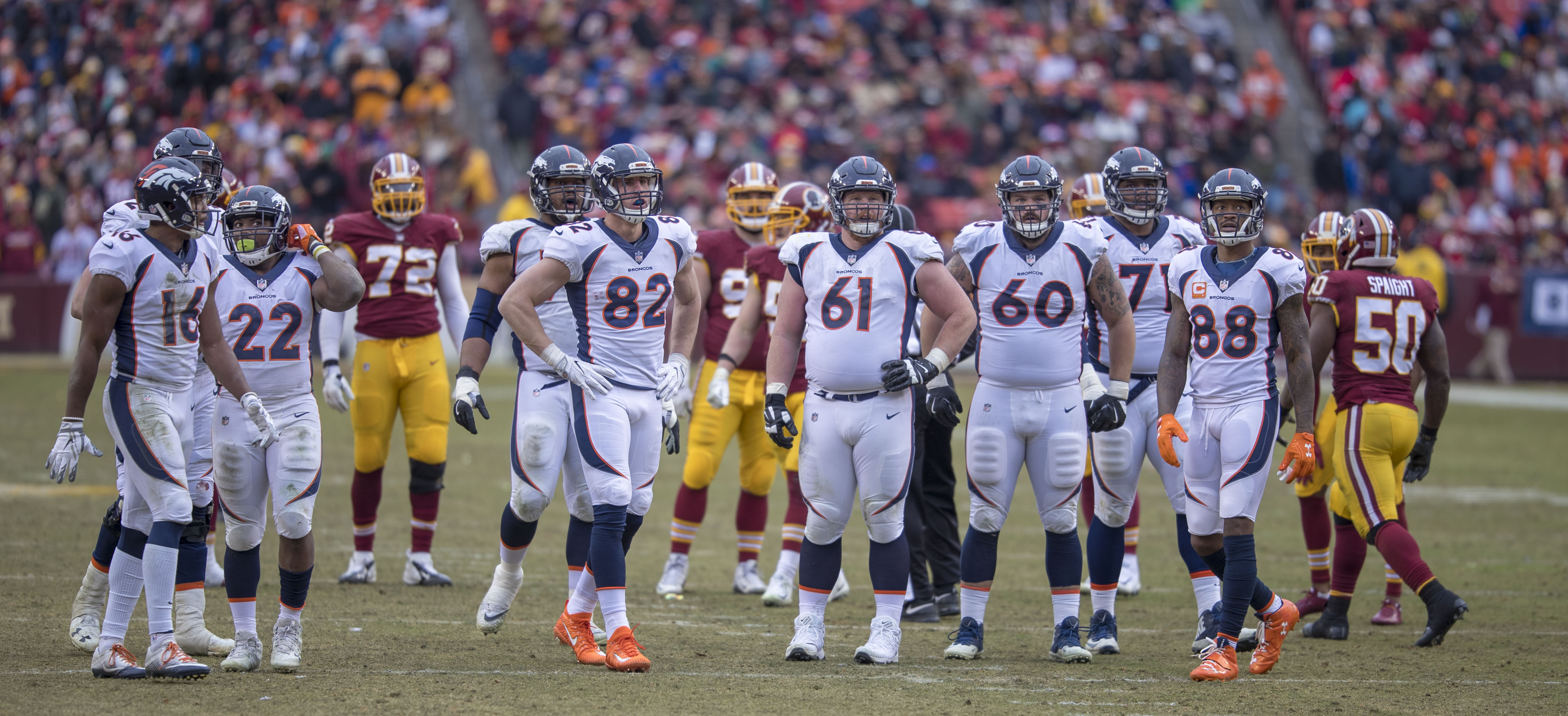
I giocatori dei Broncos nel penultimo turno contro i Redskins

- Gli avversari della propria division sono in grassetto.

## Leader della squadra
| Categoria              | Giocatore                  | N.    |
| ---------------------- | -------------------------- | ----- |
| Yard passate           | Trevor Siemian             | 2.285 |
| Touchdown passati      | Trevor Siemian             | 12    |
| Yard corse             | C.J. Anderson              | 1.007 |
| Touchdown su corsa     | C.J. Anderson              | 3     |
| Ricezioni              | Demaryius Thomas           | 83    |
| Yard ricevute          | Demaryius Thomas           | 949   |
| Touchdown su ricezione | Demaryius Thomas           | 5     |
| Punti                  | Brandon McManus            | 99    |
| Yard su rit. kickoff   | Devontae Booker            | 276   |
| Yard su rit. punt      | Isaiah McKenzie            | 183   |
| Tackle                 | Brandon Marshall           | 106   |
| Sack                   | Von Miller                 | 10    |
| Fumble forzati         | Shaquil Barrett Von Miller | 2     |
| Intercetti             | Darian Stewart             | 3     |

## Premi individuali

### Pro Bowler

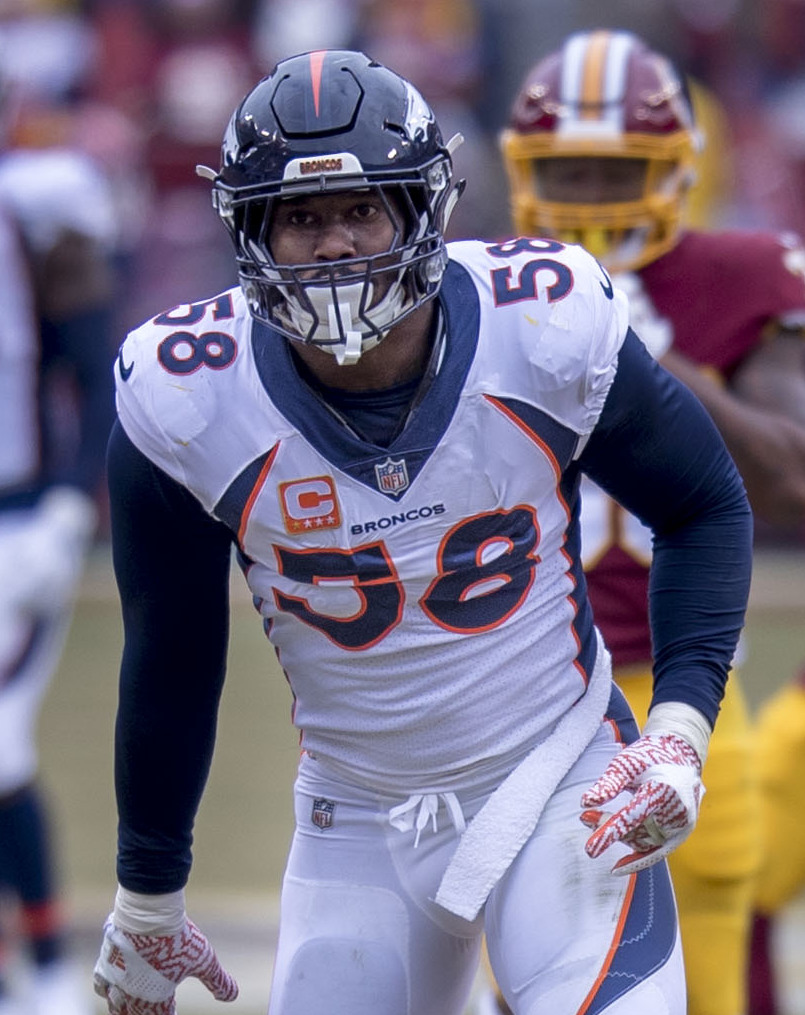
Nel 2017 Von Miller è stato convocato per il sesto Pro Bowl in carriera

Due giocatori dei Broncos sono stati convocati per il Pro Bowl 2018:
- Von Miller, linebacker, 6ª convocazione
- Aqib Talib, cornerback, 5ª convocazione

### Premi settimanali e mensili
- Trevor Siemian:

miglior quarterback della settimana 2
- C.J. Anderson:

miglior running back della settimana 2